# Anna Dobrzańska
Anna Dobrzańska (ur. 1890 w Bracławiu na Podolu, zm. 1979 w Nowym Targu) – polska rzeźbiarka i malarka.
Studia artystyczne rozpoczęła w czasie I wojny światowej w Artystycznej Szkole Stroganowych w Moskwie i kontynuowała je w Akademii Sztuk Pięknych w Petersburgu. Rzeźby wystawiała wtedy na wystawach w Moskwie, Petersburgu (nagroda za „Rusałkę”) i Kijowie. Po repatriacji zamieszkała najpierw w Krakowie, potem – już na stałe – przeniosła się do Nowego Targu. Tutaj, w 1937, założyła pracownię ceramiczną, a jej prace wystawiały Pałac Sztuki TPSP w Krakowie i CBWA w Zakopanem.
Niezrównany talent artystki widoczny jest we wszystkich zachowanych dziełach, które odznaczają się wysokimi walorami artystycznymi, doskonałymi proporcjami i kompozycją. Pomimo niedużych rozmiarów, rzeźby są pełne wyrazu i noszą cechy monumentalności. Dostrzegł to i docenił profesor Marian Morelowski, który – będąc pod wrażeniem prac obejrzanych na wystawie na Krupówkach w Zakopanem – w swym liście do artystki napisał:
... Widzi się po wystawach tyle rzeczy nieudolnych, a nawet aroganckich pseudoprogramowym nieuctwem i brakiem talentu pokrywanym frazesami oświadczeń prasowych, zbakierowanych i po prostu słabych, – że wśród smętku jakim to napawa, widok dzieł mocnych, pełnych zarówno wyższego artyzmu jak wiedzy, dodaje otuchy, raduje tym więcej i budzi uczucie wdzięczności, że są artyści, co borykając się z ciężkim losem, trwają mężnie przy wysokich celach i nie ustają w twórczej pracy...
Rzeźby Anny Dobrzańskiej zakupiły między innymi Muzeum w Majdanku oraz Ministerstwo Kultury i Sztuki, a Muzeum Podhalańskie w Nowym Targu posiada w swoich zbiorach następujące pozycje:
- Po wyroku (Adam i Ewa)
- Macierzyństwo
- De Profundis
- Historia

Rzeźby zakupione przez Urząd Miasta Nowy Targ w 2004:
- Dwa capy
- Klęcząca kobieta z dzieckiem
- Starzec grający na cytrze
- Grupa 3 kobiet
- Klęczący anioł – kobieta
- Klęcząca kobieta
- Grupa 3 mężczyzn z karabinami
- Grupa 4 morskie konie z Neptunem